# Sopytsch

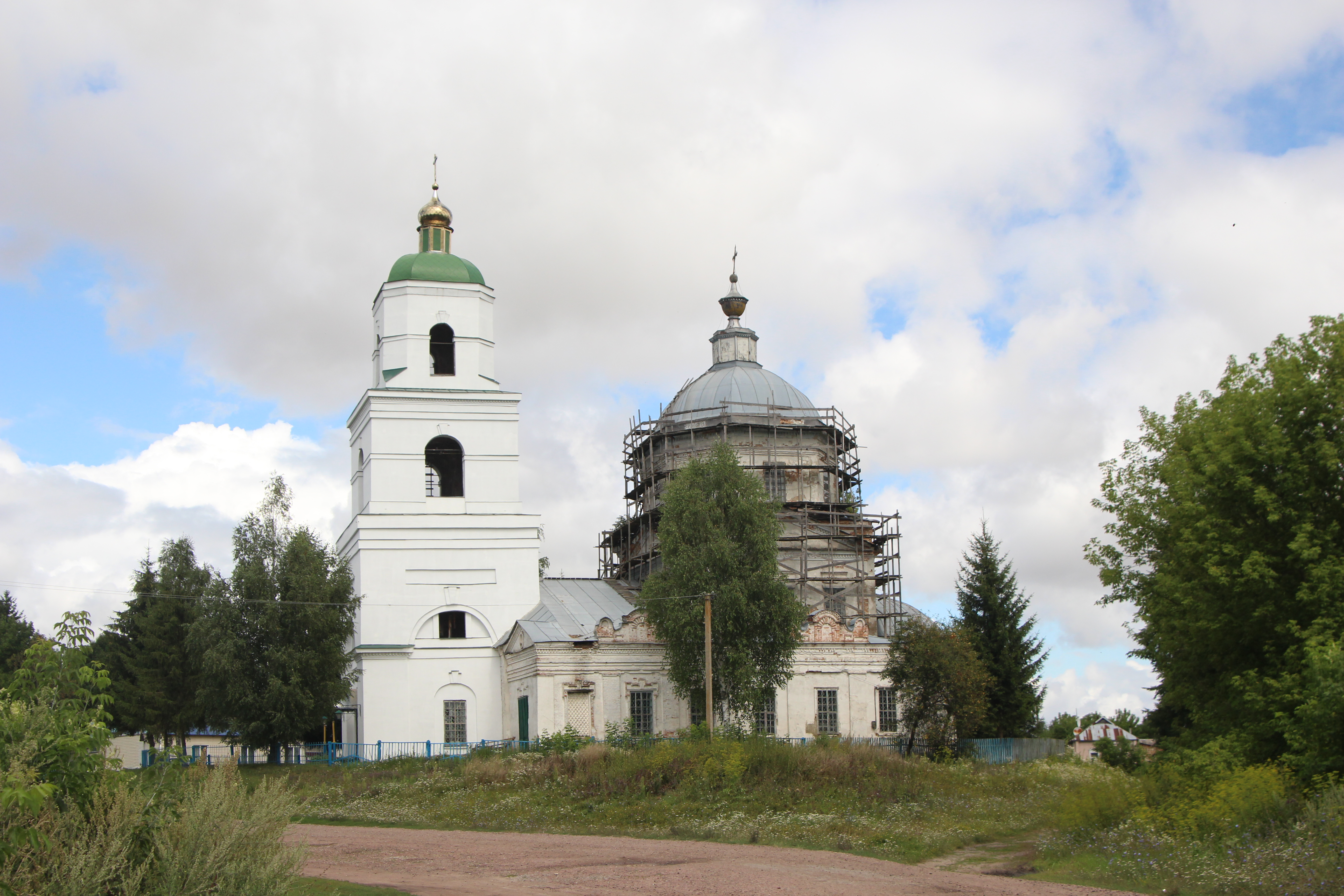
Kirche St. Nikolaus, in Sopych, im Zentrum des Dorfes (2020)

Sopytsch (ukrainisch Сопич; russisch Сопычь) ist ein Dorf im Osten der ukrainischen Oblast Sumy mit etwa 700 Einwohnern (2004).
Die Mitte des 16. Jahrhunderts erstmals erwähnte Ortschaft liegt am Klewen, einem 113 km langen Nebenfluss des Seim, der hier die Grenze zwischen der Ukraine und der russischen Oblast Brjansk bildet. Nahe der Ortschaft verläuft die Fernstraße M 02 / E 101.
Sopytsch befindet sich 45 km nordöstlich vom ehemaligen Rajonzentrum Hluchiw und 185 km nördlich vom Oblastzentrum Sumy.
Am 12. Juni 2020 wurde die Siedlung zum Zentrum der neugegründeten Siedlungsgemeinde Esman, bis dahin bildete es zusammen mit dem Dorf Potapiwka (Потапівка) die gleichnamige Landratsgemeinde Sopytsch (Сопицька сільська рада/Sopyzka silska rada) im Nordosten des Rajons Hluchiw.
Am 17. Juli 2020 kam es im Zuge einer großen Rajonsreform zum Anschluss des Rajonsgebietes an den Rajon Schostka.

## Persönlichkeiten
- Oleksandr Hrekow (1875–1958), General der kaiserlich-russischen und der ukrainischen Armee